# Eyes of Wakanda
Eyes of Wakanda (Br: Olhos de Wakanda) é uma minissérie antológica animada estadunidense criada por Todd Harris para o serviço de streaming Disney+, baseada em Wakanda, da Marvel Comics. Trata-se da décima quinta série de televisão do Universo Cinematográfico Marvel (MCU) produzida pela Marvel Studios, através do selo Marvel Animation, junto com a Proximity Media, compartilhando continuidade com os filmes da franquia. A história acompanha os Hatut Zaraze, guerreiros wakandanos que realizam missões perigosas ao longo da história. Harris é o showrunner e diretor.
A série conta com um elenco que inclui Winnie Harlow, Cress Williams, Larry Herron, Adam Gold, Jacques Colimon, Jona Xiao, Zeke Alton e Steve Toussaint. Em fevereiro de 2021, o acordo geral de Ryan Coogler entre a Disney e a Proximity Media foi anunciado. Uma série animada foi revelada em desenvolvimento em março de 2023 e foi oficialmente anunciada como Eyes of Wakanda em dezembro de 2023. O envolvimento de Harris foi revelado em março de 2024. Diferentemente de outras séries da Marvel Animation até então, Eyes of Wakanda se passa na "Linha do Tempo Sagrada" do MCU e tem maiores conexões com os filmes da franquia. A animação da série é fornecida pela Axis Animation em um estilo pintado à mão inspirado em artistas afro-americanos contemporâneos, como Ernie Barnes, e também no ilustrador Dean Cornwell.
Eyes of Wakanda estreou no Disney+ em 1 de agosto de 2025 com todos os quatro episódios lançados simultaneamente. É a primeira série da Fase Seis do MCU.

## Sinopse
Os Hatut Zaraze, guerreiros wakandanos, realizam missões perigosas ao redor do mundo para recuperar artefatos de vibranium ao longo da história.

## Elenco e personagens

### Principal
- Winnie Harlow como Noni: Uma ex-membro desonrada das Dora Milaje, a força especial feminina de Wakanda, que parte em uma missão especial para Creta Minoica em 1260 a.C..[1] Lynn Whitfield dá voz a uma Noni mais velha.[4]
- Cress Williams como o Nkati / O Leão: Um ex-general wakandano que virou pirata no século XIII a.C. que roubou tecnologia avançada do país e planeja usá-la para fundar seu próprio governo tirânico, o "Reino do Leão".[1][5]
- Larry Herron como B'Kai / Memnon: Um agente Hatut Zaraze servindo disfarçado em Troia em 1200 a.C..[4]
- Adam Gold como Aquiles: O herói grego da Guerra de Troia e comandante dos Mirmidões.[6]
- Jacques Colimon como Basha: Um membro do Hatut Zaraze que viaja para a China em 1400 d.C. para recuperar um artefato wakandano.[4]
- Jona Xiao como Jorani / Punho de Ferro: Uma guerreira chinesa mascarada e portadora do manto do Punho de Ferro em 1400 d.C. que extrai seus poderes do coração derretido do dragão imortal Shou-Lao, a quem ela derrotou.[7]
- Zeke Alton como Tafari: Um príncipe wakandano e agente de Hatut Zaraze em 1896 DC.[4]
- Steve Toussaint como Kuda: Membro do Hatut Zaraze que supervisiona a primeira missão de Tafari no campo.[4] O showrunner Todd Harris chamou o personagem de "autoritário", com "coração e alma", cuja forte devoção à causa faz com que seus princípios às vezes superem seu dever.[8]

### Convidado
- Patricia Belcher como Akeya: A líder mais velha das Dora Milaje e superior de Noni.[4]
- Jason Konopisos como Ferro: Um soldado mirmidão que duvida da lealdade de Memnon a Aquiles.[4]
- Kiff VandenHeuvel como Odisseu: Um rei grego na Grécia Antiga.[6]
- Yerman Gur como Paris: O príncipe de Tróia.[6]
- Joanna Kalafatis como Helena de Troia: A esposa de Paris que possui um artefato wakandano.[6]
- Isaac Robinson-Smith como Ebo: O capitão do Hatut Zaraze que supervisiona a missão de Basha.[4]
- Gary Anthony Williams como Rakim: O grande conselheiro do Hatut Zaraze e o superior de Basha e Ebo.[4]
- Anika Noni Rose como Pantera Negra: Uma rainha de Wakanda viajante do tempo, vinda de 500 anos no futuro.[4]
- Debra Wilson como uma general da Dora Milaje.[4]

Além disso, os personagens Uatu / Vigia e N'Jadaka / Erik "Killmonger" Stevens fazem aparições sem falas na série.

## Episódios
| N.º | Título                                           | Dirigido por            | Escrito por     | Lançamento          |
| --- | ------------------------------------------------ | ----------------------- | --------------- | ------------------- |
| 1 | "Into the Lion's Den" Na Cova do Leão (BR)" (BR) | Todd Harris             | Geoffrey Thorne | 1 de agosto de 2025 |
| Em 1260 a.C., a ex-Dora Milaje Noni é enviada por sua superior Akeya em uma missão para caçar e capturar um agente desonesto da Hatut Zaraze chamado Nkati, que matou outros agentes enviados para prendê-lo. Akeya teme que Nkati compartilhe tecnologia wakandana, expondo o reino. Autodenominando-se Leão, Nkati sequestrou homens e mulheres do mundo inteiro, os quais ele força a se juntarem ao seu culto, o Orgulho do Leão. Noni se deixa capturar durante um ataque à Creta minoica. Depois de sequestrar um navio e libertar os outros prisioneiros, Noni se infiltra em seu complexo nas profundezas do mar. Depois de lutar contra vários guerreiros de Nkati, Noni o confronta e o derrota em um duelo. Nkati, mortalmente ferido, aciona um dispositivo de autodestruição, que destrói todo o complexo. Noni sobrevive à explosão e Akeya a convida para voltar às Dora Milaje. A ferozmente independente Noni decide se juntar ao Hatut Zaraze. elenco: Winnie Harlow como Noni, Cress Williams como Nkati / O Leão e Patricia Belcher como Akeya. |                                                  |                         |                 |                     |
| 2 | "Legends and Lies" Lendas e Mentiras (BR)" (BR)  | John Fang               | Marc Bernardin  | 1 de agosto de 2025 |
| Durante a Guerra de Troia, em 1200 a.C., B'Kai se infiltrou no exército grego sob o pseudônimo de Memnon e lutou ao lado de Aquiles na batalha contra os troianos. A lealdade de Memnon é questionada por Ferro, mas Aquiles o defende. Odisseu apresenta sua ideia do Cavalo de Troia. O Cavalo é construído e entregue aos troianos. Mais tarde naquela noite, Memnon, Aquiles e seus soldados emergem do Cavalo de Troia e silenciosamente derrotam os guardas, deixando entrar o resto do exército grego. Um guarda soa o alarme antes de ser morto, alertando os troianos sobre os invasores. Memnon se desvia da batalha, mas Aquiles o vê desertando. Memnon confronta Paris e Helena de Troia em fuga e os convence a entregar o colar de Helena. Aquiles os alcança e vê Memnon deixando-os fugir. Supondo que Memnon seja um traidor, eles lutam, mas Memnon fere Aquiles no calcanhar e, arrependido, o esfaqueia. Após devolver o artefato para casa, B'Kai fala com Noni mais velha, que lhe diz para não se sentir culpado por suas ações, pois Wakanda só sobreviverá se escondendo de forasteiros. elenco: Larry Herron como B'Kai / Memnon, Adam Gold como Aquiles, Lynn Whitfield como Noni, Jason Konopisos como Ferro, Kiff VandenHeuvel como Odisseu, Yerman Gur como Paris e Joanna Kalafatis como Helena de Troia. |                                                  |                         |                 |                     |
| 3 | "Lost and Found" Achados e Perdidos (BR)" (BR)   | John Fang e Todd Harris | Marc Bernardin  | 1 de agosto de 2025 |
| Em 1400 d.C., o agente de campo wakandano Basha se infiltrou em K'un-Lun para recuperar uma pequena estátua de dragão construída com vibranium. O vibranium não pode ser removido, então Basha pega a cabeça da estátua e voa de volta para Wakanda. Após seu retorno, Basha conversa com seu líder de campo Ebo e o conselheiro Rakim. No hangar, um intruso misterioso emerge da nave de Basha. O intruso então encontra Ebo e pergunta por Basha. Ele engana o intruso e o leva para uma cafeteria cheia de Hatut Zarazi, mas o intruso luta contra eles e escapa. Basha encontra o intruso, que é revelado como Jorani, a mulher que o encontrou na neve nos arredores de K'un-Lun e cuidou dele até que se recuperasse. Na sala de artefatos, Basha explica que o artefato foi roubado de Wakanda, mas Jorani o repreende por trair sua confiança. Com seus poderes do Punho de Ferro, ela remove facilmente o vibranium da estátua. Escondendo Jorani em um quarto, Basha e Ebo encobrem o incidente para satisfação de Rakim, e ele promove Ebo. Eles então levam Jorani de volta ao hangar para que ela possa retornar a K'un-Lun com a cabeça da estátua. elenco: Jacques Colimon como Basha, Jona Xiao como Jorani / Punho de Ferro, Isaac Robinson-Smith como Ebo e Gary Anthony Williams como Rakim. |                                                  |                         |                 |                     |
| 4 | "The Last Panther" A Última Pantera (BR)" (BR)   | Todd Harris             | Geoffrey Thorne | 1 de agosto de 2025 |
| Em 1896 d.C., Kuda orienta o príncipe Tafari em sua primeira missão para recuperar um machado de vibranium de Adwa durante uma batalha. No caminho de volta para Wakanda, uma pessoa com armadura aparece de repente, faz com que seu transporte bata e luta contra ela. Kuda e Tafari vencem a adversária, mas ela se revela a rainha de Wakanda e a última Pantera Negra de 500 anos no futuro. Ela lhes mostra uma visão de Wakanda em ruínas, destruída por alienígenas conhecidos como Horda devido à política isolacionista de Wakanda, que os impedia de se unirem a outras nações. Ela se enviou de volta no tempo para encontrar uma maneira de deter a Horda e descobriu que o machado ajuda um futuro rei de Wakanda a ver o resto do mundo como aliados em potencial se ele for deixado onde foi encontrado. A última Pantera é puxada de volta para o futuro. Após mencionar a Kuda que a última Pantera estava certa sobre a gravidez da rainha, Tafari e Kuda retornam a Adwa e colocam o machado de volta onde foi encontrado. Depois que Kuda encobre o que aconteceu com a família real, Tafari espera que o fracasso de sua missão original tenha valido a pena. Anos depois, Erik "Killmonger" Stevens se prepara para roubar o machado que agora está em exposição em um museu de Londres. elenco: Zeke Alton como Tafari, Steve Toussaint como Kuda, Anika Noni Rose como Pantera Negra e Debra Wilson como uma general das Dora Milaje. |                                                  |                         |                 |                     |

## Produção

### Desenvolvimento
Ryan Coogler, roteirista e diretor dos filmes Black Panther (2018) e Black Panther: Wakanda Forever (2022), da Marvel Studios, anunciou em fevereiro de 2021 um contrato de televisão de cinco anos entre sua empresa Proximity Media e a Walt Disney Television. O acordo incluiu o desenvolvimento de uma série de drama para o serviço de streaming Disney+ baseada no país fictício de Wakanda, cenário dos filmes Black Panther. Coogler estava desenvolvendo a série com Kevin Feige, Louis D'Esposito e Victoria Alonso, da Marvel Studios. Richard Newby, do The Hollywood Reporter, opinou que a série poderia expandir os mitos de Wakanda e ao mesmo tempo ser uma homenagem contínua a Chadwick Boseman, que interpretou T'Challa / Pantera Negra no Universo Cinematográfico Marvel (MCU) até sua morte em agosto de 2020. Newby disse que a série poderia explorar diferentes histórias, como: M'Baku, de Winston Duke, e a tribo Jabari, já que Duke foi um dos artistas emergentes de Black Panther; O passado mercenário de N'Jadaka / Erik “Killmonger” Stevens; O pai de T'Challa, T'Chaka, e seu tempo como Pantera Negra; ou as Dora Milaje, as guerreiras femininas de Wakanda. Newby também observou personagens dos quadrinhos que a série poderia apresentar ao MCU, como o primeiro Pantera Negra, Bashenga; a adolescente ativista Queen Divine Justice que se junta à Dora Milaje; ou o oficial da NYPD, Kasper Cole / Tigre Branco, que também assume o manto de Pantera Negra.
Em novembro de 2022, a Proximity Media estava desenvolvendo várias séries ambientadas em Wakanda. Em março de 2023, o jornalista Jeff Sneider relatou que Coogler e Disney estavam desenvolvendo uma série animada com o título provisório The Golden City, referindo-se à capital de Wakanda, Birnin Zana; uma lista de produção deu Golden City como título provisório para a série de drama inicial ambientada em Wakanda. No mês seguinte, o executivo da Marvel Studios, Nate Moore, disse que o estúdio havia discutido várias ideias para apresentar personagens dos Panteras Negras nas séries do Disney+, mas eles não queriam prejudicar a “experiência cinematográfica” do MCU. Em dezembro, o chefe de animação da Marvel Studios, Brad Winderbaum, anunciou oficialmente a série animada como Eyes of Wakanda, como parte de uma mostra das séries de 2024 do estúdio. Foi confirmado o envolvimento de Coogler e a Proximity Media na série animada, e um showrunner já estava envolvido. Os comentaristas discutiram se seria o mesmo que uma série relatada anteriormente focada na personagem Dora Milaje Okoye. Stephanie Holland, do The Root, comparou a premissa da série à série animada de Star Wars, Tales of the Jedi (2022), que também acompanha personagens diferentes em momentos diferentes.
Em janeiro de 2024, foi revelado que Todd Harris propôs a série para a Marvel Studios e Coogler. Ele originalmente concebeu a história enquanto fazia o storyboard para o filme Avengers: Infinity War (2018) e foi apresentado a Coogler, que estava produzindo Black Panther na época. Harris procurou combinar "a interconectividade da Marvel com a interconectividade da história junto com a interconectividade da história humana" na série, e esperava que ela fosse lançada como uma "peça que acompanha" Pantera Negra, já que a Marvel Studios ainda não havia formado seu estúdio de animação. Depois que a Marvel Studios Animation foi formada, eles abordaram Harris para prosseguir com a ideia. Mais tarde, em 2024, Winderbaum disse que Harris criou e dirigiu a série, e foi confirmado como o showrunner em janeiro de 2025. Harris descreveu Eyes of Wakanda como "antologia adjacente", já que cada conto em cada período forma uma narrativa maior e contínua. Harris também é o produtor executivo, ao lado de Coogler, Winderbaum, Feige, D’Esposito, Zinzi Coogler, Sev Ohanian, Kalia King e Dana Vasquez-Eberhardt. A Marvel Studios supostamente gastou quase 20 milhões de dólares em uma série animada entre junho de 2022 e junho de 2023, que se acreditava ser Eyes of Wakanda. Cada episódio tem 30 minutos.

### Roteiro
Geoffrey Thorne, que trabalhou como roteirista na série animada Ultimate Spider-Man (2012–2017) e atuou como showrunner na quinta temporada de Avengers Assemble (2013–2019), foi o primeiro roteirista a se juntar ao projeto. Marc Bernardin, que anteriormente trabalhou como roteirista no jogo Marvel 1943: Rise of Hydra (2025), escreveu dois episódios da série até dezembro de 2023. Ele trabalhou neles por nove meses durante a pandemia de COVID-19. Matthew Chauncey também escreveu para a série depois de fazer o mesmo para as séries What If...? (2021–2024) e Ms. Marvel (2022), da Marvel Studios.
Eyes of Wakanda acompanha os Hatut Zaraze, guerreiros wakandanos que viajam pelo mundo ao longo da história para recuperar perigosos artefatos de vibranium. É focada no legado do Pantera Negra à medida que esse manto é passado ao longo de gerações, e na ideia de que Wakanda está "desvinculada da expansão" e escondida do resto do mundo. Harris disse que os Hatut Zaraze eram a "CIA de Wakanda", cuja lealdade é testada em suas missões, chamando a série de uma "espionagem gigante" que abrange o tempo. Eyes of Wakanda é ambientada em vários períodos passados, com seus respectivos episódios ocorrendo em 1260 a.C. Creta durante a Idade do Bronze, 1200 a.C. durante a Guerra de Troia, 1400 d.C. China no início da Dinastia Ming e 1896 d.C. Etiópia durante a Primeira Guerra Ítalo-Etíope. Coogler foi atraído pelos Povos do Mar, um grupo que existiu por volta de 1200 a.C. e que "atacava todo mundo", o que permitiu que Harris e os roteiristas formassem a premissa de imaginar se eles tivessem sido liderados pelos wakandanos com sua tecnologia e táticas e "que tipo de força disruptiva eles seriam nesta era".
A série se passa na "Linha do Tempo Sagrada" do MCU, junto com os filmes e séries live-action, o que a diferencia das séries anteriores da Marvel Animation, que se passam em universos alternativos do MCU principal. A equipe criativa trabalhou a partir da "estrutura existente" dos filmes ao desenvolver as histórias da série. Eyes of Wakanda foca mais nos princípios wakandanos do que em um parente distante de um personagem wakandano conhecido no presente.

### Elenco e gravação de voz
Em novembro de 2024, Winnie Harlow, Cress Williams, Patricia Belcher, Larry Herron, Adam Gold, Lynn Whitfield, Jacques Colimon, Jona Xiao, Isaac Robinson-Smith, Gary Anthony Williams, Zeke Alton, Steve Toussaint e Anika Noni Rose foram escalados para a série em novembro de 2024. Cress dá voz a um personagem chamado Leão. Em maio de 2025, foi revelado que Harlow dublaria uma personagem chamada Noni, enquanto Harris disse que Rose desempenhou um "papel crucial" na série. No final de julho, Xiao revelou que dublaria uma encarnação do Punho de Ferro, mais tarde identificado como a personagem original do MCU, Jorani.

### Animação
A animação da série é fornecida pela Axis Animation, com o Studio AKA animando uma sequência de abertura desenhada à mão. É apresentada em uma proporção de tela widescreen. Eyes of Wakanda apresenta um estilo de animação pintado à mão, inspirado em artistas afro-americanos contemporâneos como Ernie Barnes, assim como no ilustrador Dean Cornwell; O estilo de Barnes serviu de inspiração para as proporções exageradas dos personagens da série. Os animadores também analisaram a arte internacional contemporânea estrelando o presente e trabalhando de trás para frente para encontrar temas comuns que pudessem ser traduzidos na influência wakandana ao longo da história. Craig Ellliot, chefe do departamento de arte, trabalhou com artistas do mundo todo, incluindo da Nigéria, África do Sul e Egito. O trabalho nos designs dos personagens e animações começou antes do anúncio da série em dezembro de 2023. Harris disse que a ambiciosa série só poderia ser feita com animação devido aos locais e períodos de tempo retratados, explicando que na animação "o Egito custa tanto quanto Nova York, e a Lua custa tanto quanto Ohio".

## Trilha sonora
Hesham Nazih compôs a trilha sonora da série, depois de trabalhar anteriormente na série Moon Knight (2022), da Marvel Studios. A trilha sonora foi lançada em 8 de agosto de 2025.
| Eyes of Wakanda [Original Soundtrack] |                                          |         |  |
| N.º                                   | Título                                   | Duração |  |
| 1.                                    | "Eyes of Wakanda Main Title"             | 1:17    |  |
| 2.                                    | "Eyes of Wakanda Main on Ends"           | 1:17    |  |
| 3.                                    | "Raiders"                                | 2:29    |  |
| 4.                                    | "Not a Time for Gaming"                  | 2:40    |  |
| 5.                                    | "Liberation Part One"                    | 3:46    |  |
| 6.                                    | "Liberation Part Two"                    | 3:32    |  |
| 7.                                    | "Threat Remains"                         | 2:36    |  |
| 8.                                    | "Troy Battle"                            | 3:13    |  |
| 9.                                    | "Fireside Chat"                          | 4:37    |  |
| 10.                                   | "This Ends Tonight"                      | 4:10    |  |
| 11.                                   | "Himalayas"                              | 2:38    |  |
| 12.                                   | "It's Good to Be Home"                   | 0:46    |  |
| 13.                                   | "The Mission Is What Matters Part One"   | 1:03    |  |
| 14.                                   | "The Mission Is What Matters Part Two"   | 0:51    |  |
| 15.                                   | "The Mission Is What Matters Part Three" | 3:06    |  |
| 16.                                   | "The Mission Is What Matters Part Four"  | 2:07    |  |
| 17.                                   | "You Were Never My Mission Part One"     | 1:39    |  |
| 18.                                   | "You Were Never My Mission Part Two"     | 2:16    |  |
| 19.                                   | "You Were Never My Mission Part Three"   | 0:58    |  |
| 20.                                   | "Greatest Heroes"                        | 3:32    |  |
| 21.                                   | "Lectures"                               | 3:38    |  |
| 22.                                   | "Not Your Enemy"                         | 4:51    |  |
| 23.                                   | "Forgotten Son Part One"                 | 1:20    |  |
| 24.                                   | "Forgotten Son Part Two"                 | 7:38    |  |
| Duração total:                        | Duração total:                           | 1:01:02 |  |

## Marketing
Eyes of Wakanda foi promovido por Coogler e Harris durante o painel da Marvel Studios Animation na convenção D23 em agosto de 2024, onde as imagens foram mostradas. Imagens da série foram incluídas em um vídeo lançado pelo Disney+ em outubro, anunciando o cronograma de lançamento dos projetos da Marvel Television e da Marvel Animation até o final de 2025. Mais cenas foram incluídas em um vídeo promocional exibido no Upfront da Disney em maio de 2025.

## Lançamento
Eyes of Wakanda estrou no Disney+ em 1 de agosto de 2025, com todos os quatro episódios. Anteriormente, estava programada para ser lançada em 2024, e estava programada para 6 de agosto e depois 27 de agosto antes da data de 1º de agosto ser definida. O primeiro episódio foi exibido no Festival Internacional de Cinema de Animação de Annecy em 9 de junho. É a primeira série da Fase Seis do MCU.

## Recepção
O site agregador de avaliações Rotten Tomatoes relata uma taxa de aprovação de 91% com base em 34 avaliações. O consenso dos críticos do site diz: "Dando corpo ao icônico reino do MCU com histórias concisas e uma textura visual atraente, Eyes of Wakanda é uma adição animada bem-sucedida à tradição do Pantera Negra". O Metacritic, que usa uma média ponderada, atribuiu uma pontuação de 72 de 100 com base em 10 críticas, indicando "geralmente favorável".
Dennis Perkins, do The A.V. Club, deu nota B à série e a descreveu como "um vislumbre instigante e divertido do que aconteceu além das cortinas de Wakanda. E seus quatro episódios rápidos têm a duração ideal para o que é, em grande parte, um exercício de construção de mundo retroativa".